# 戴維斯冰川
75°45′S 162°10′E / 75.750°S 162.167°E
戴維斯冰川是南極洲的冰川，位於維多利亞地，全長28公里，流經喬治穆雷山西北坡，終點在蘭普盧島南端對開，由歐內斯特·沙克爾頓率領的英國探險隊繪入地圖。